# Каньшин, Виктор Модестович
Виктор Модестович Каньшин (1886 — 1931) — участник Белого движения на Юге России, командир бронепоездов «За Русь Святую» и «Георгий Победоносец», полковник.

## Биография
Сын генерал-майора Модеста Дмитриевича Каньшина. Уроженец Семиреченской области.
Окончил 2-й Оренбургский кадетский корпус (1905) и Павловское военное училище (1907), откуда выпущен был подпоручиком в 1-й Восточно-Сибирский горный артиллерийский дивизион.
14 августа 1910 года переведен в 1-ю Сибирскую стрелковую артиллерийскую бригаду. Произведен в поручики 3 сентября 1910 года, в штабс-капитаны — 31 августа 1914 года.
С началом Первой мировой войны, 24 ноября 1915 года переведен в 1-й Туркестанский стрелковый артиллерийский дивизион. За боевые отличия награжден всеми орденами до ордена Св. Владимира 4-й степени включительно. 25 апреля 1916 года произведен в капитаны, 30 апреля 1917 года назначен командиром 6-й батареи 1-й Особой артиллерийской бригады на Салоникском фронте.
В Гражданскую войну участвовал в Белом движении на Юге России. В январе 1919 года прибыл в Салоников в Новороссийск, был зачислен в Вооружённые Силы Юга России. Был старшим офицером бронепоезда «Грозный», которым временно командовал в сентябре 1919 года. В декабре 1919 — марте 1920 года был командиром бронепоезда «За Русь Святую», в Русской армии — командиром бронепоезда «Георгий Победоносец», подполковник. На 30 декабря 1920 года — во 2-й батарее 6-го артиллерийского дивизиона в Галлиполи.
Осенью 1925 года в составе Алексеевского артиллерийского дивизиона в Болгарии. Полковник. В эмиграции во Франции. Состоял членом Общества офицеров-артиллеристов, возглавлял группу 6-го артиллерийского дивизиона в Париже. Скоропостижно умер в 1931 году в госпитале Неккер.

## Награды
- Орден Святого Станислава 3-й ст. с мечами и бантом (ВП 20.03.1915)
- Орден Святой Анны 4-й ст. с надписью «за храбрость» (ВП 22.07.1915)
- Высочайшее благоволение «за отличия в делах против неприятеля» (ВП 13.07.1916)
- Орден Святой Анны 2-й ст. с мечами (ВП 12.10.1916)
- Орден Святой Анны 3-й ст. с мечами и бантом (ВП 30.10.1916)
- Орден Святого Станислава 2-й ст. с мечами (ВП 15.11.1916)
- Орден Святого Владимира 4-й ст. с мечами и бантом (ПАФ 2.04.1917)